# L'Aquila
 "Aquila" omdirigeres hertil. For anden betydning, se Aquila (fugleslægt).
L'Aquila er hovedbyen i provinsen af samme navn, og er desuden hovedstad for hele regionen Abruzzo i det centrale Italien. Byen ligger højt placeret på en bakke, og er delvis omkranset af bjerge, der indgår i Appenninerne.